# Stamford, Connecticut
Stamford je grad u američkoj saveznoj državi Connecticut. Prema popisu stanovništva iz 2010. u njemu je živjelo 122.643 stanovnika.